# 아르메니아 증권거래소
아르메니아 증권거래소(아르메니아어: Հայաստանի ֆոնդային բորսա) 또는 약칭 AMX는 현재 아르메니아에서 운영되고 있는 유일한 증권거래소이다. 수도인 예레반에 있다. 
증권거래소와 아르메니아 증권 시장의 주 규제 권한은 아르메니아 중앙은행(CBA)이다. 현재 AMX에서 거래되고 있는 금융상품은 주식, 회사채, 국채, 통화, SWAP, REPO(환매약정) 등이다.
1995년에 아르메니아 증권거래소는 유로-아시아 증권 거래소 연합의 회원이 되었다.

## 같이 보기
- 아르메니아 중앙은행
- 아르메니아의 경제